# Aquiles Freitas Soares

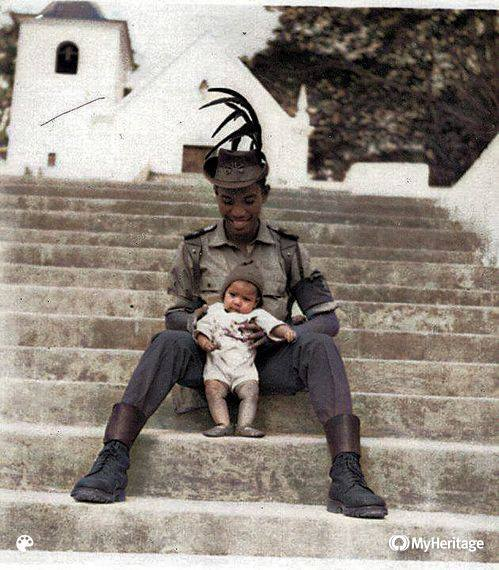
Aquiles Freitas Soares mit seiner Tochter in Atsabe

Aquiles Freitas Soares († zwischen Dezember 1976 und Januar 1977 in Lobito, Vemasse, Osttimor) war ein osttimoresischer Freiheitskämpfer.

## Leben
Soares war der Erbe der traditionellen Herrscherfamilie von Letemumo (Quelicai, Gemeinde Baucau). Zwölf Jahre diente er in der portugiesischen Kolonialarmee, zuletzt als Unteroffizier in der 6. Kavalleriekompanie in Atabae (Gemeinde Bobonaro).
1974 wurde die portugiesische Diktatur durch die Nelkenrevolution gestürzt und man begann die Kolonien auf die Unabhängigkeit vorzubereiten. Im damaligen Portugiesisch-Timor kam es 1975 zum Machtkampf zwischen der linksorientierten FRETILIN und der União Democrática Timorense UDT. Portugals letzter Gouverneur Mário Lemos Pires zog sich zurück und die FRETILIN rief nach ihrem Sieg am 28. November 1975 die Unabhängigkeit Osttimors aus. Zwischenzeitlich hatte aber Indonesien begonnen die Grenzgebiete zu besetzen und am 7. Dezember begann offiziell eine großangelegte Invasion in das Nachbarland. Die FRETILIN führte ab dieser Zeit mit ihrem bewaffneten Arm, der FALINTIL einen Abwehr- und Befreiungskampf gegen die Indonesier.
Bei der zunächst verdeckten Besetzung Bobonaros durch die Indonesier verdiente sich Soares Ansehen durch seinen heldenhaften Widerstand in Atabae im Oktober und November 1975. Nach dem Fall von Atabae am 26. November brachten Soares und seine Männer 64 Kinder in einem langen Fußmarsch zurück nach Quelicai, wo sie Anfang Januar 1976 ankamen. Die Kinder waren nach Atabae geschickt worden um von Soares ausgebildet zu werden.

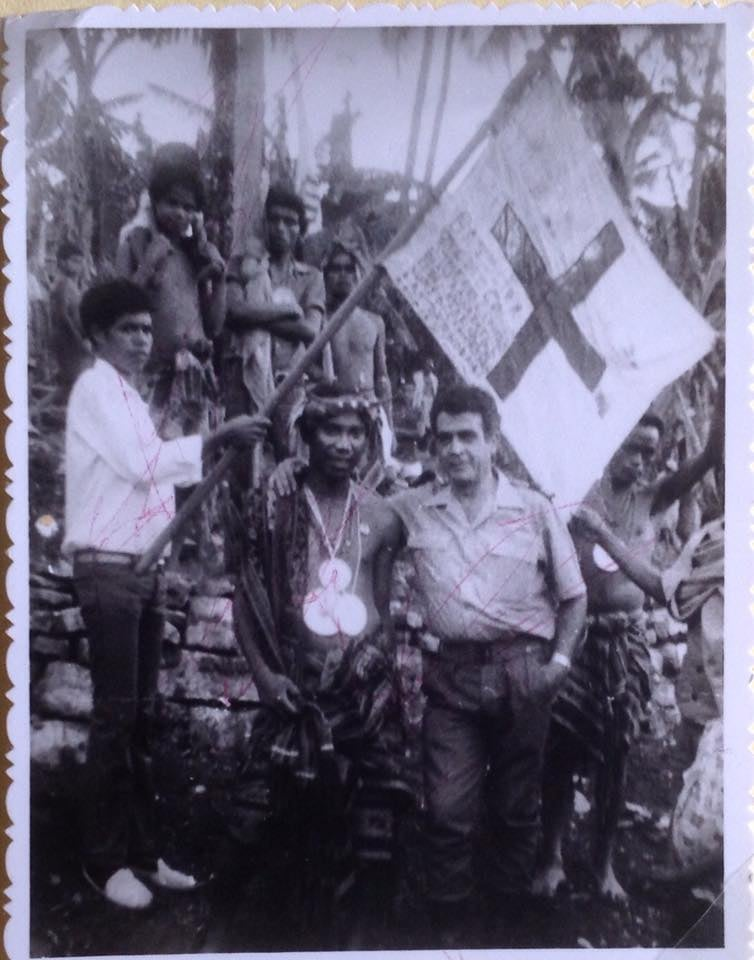
Soares in timoresischer Tracht mit dem portugiesischen Major Gouveia Falcão

Im Februar 1976 wurden neun Zivilisten in Venilale von lokalen FRETILIN-Kommandanten ermordet, weil man sie der Kollaboration mit den Indonesiern beschuldigte. Unter anderem waren dies Maria Boavida, ihr Mann, dessen Onkel und drei ihrer Söhne. Maria Boavida war die jüngere Schwester von António Freitas, einem Freund von Aquiles Freitas Soares, der zu diesem Zeitpunkt stellvertretender Kommandant des Sektors Mittlerer Osten war. Am 23. Februar tötete António Freitas mit einigen Männern die beiden FRETILIN-Kommandanten, die für die Morde in Venilale verantwortlich gewesen sein sollen, Januario Ximenes und Julio da Silva. Drei Tage später gründete Soares, in Uaibitae (Suco Letemumo), nahe dem Matebian, eine eigene, halbautonome Einheit, das Comando da Luta Boru-Quere. Sein Stellvertreter wurde António Freitas.
Zu dieser Zeit nahmen die ideologischen Meinungsverschiedenheiten innerhalb der FRETILIN zu. Man konnte sich nicht darüber einigen, ob der Widerstand zentral kontrolliert werden sollte, inwieweit der Marxismus mit der traditionellen Religion und Kultur Osttimors vereinbar sei und über die Rolle der traditionellen Herrscher. Soares stellte sich dabei immer mehr gegen das Zentralkomitee der FRETILIN und das Kommissariat des Sektors Mittlerer Osten Cascol (Comissariado do Sector Centro Leste) unter Vicente dos Reis. Gerüchte kamen auf, Soares wolle Sahe ermorden und einen Putsch durchführen.
Im Mai 1976 traf sich das Kommando unter Soares mit Vertretern der FRETILIN unter der Führung von Sahe in der Schule von Quelicai zur Beilegung des Konflikts. Soares forderte dabei die Beförderung zum Kommandanten der Region II (Baucau), weigerte sich aber Waffen an andere FALINTIL-Einheiten abzutreten. Außerdem verlangte er, dass die Flüchtlinge aus Venilale, die in Uaibitae Zuflucht gesucht hatten, zurückkehren können. Ein weiterer Streitpunkt war die marxistisch-leninistische Ausrichtung der FRETILIN.
Nach einer bewaffneten Auseinandersetzung zwischen der FRETILIN-Führung und der Gruppe um Soares kam es am 28. Oktober nochmals zu einem Treffen zwischen ihnen in Uaibitae. Soares hatte man überredet, unbewaffnet zu kommen. Prompt wurden er und seine Männer von einer FRETILIN-Einheit aus Lobito gefangen genommen. Unter anderem warf man Soares vor, er habe versucht mit den Indonesiern über einen lokalen Waffenstillstand für seine Heimat Quelicai zu verhandeln. Mitglieder des FRETILIN-Zentralkomitees befahlen die Hinrichtung von Soares und seiner Anhänger. Zwischen Dezember 1976 und Januar 1977 wurden Soares und zwei weitere Männer in Lobito hingerichtet, ein weiterer Gefolgsmann in Baguia.
Verschiedene Quellen werfen Soares vor, er wäre ein Gegner der Ideologie der FRETILIN gewesen und habe aktiv mit den Indonesiern kollaboriert. Die Empfangs-, Wahrheits- und Versöhnungskommission von Osttimor CAVR, die nach der erneuten Unabhängigkeit die Geschehnisse dieser Zeit untersuchte, fand aber keinerlei Hinweise, die diese Vorwürfe unterstützen würden.

## Belege
- „Chapter 7.2 Unlawful Killings and Enforced Disappearances“ (PDF; 2,3 MB) aus dem „Chega!“-Report der CAVR (englisch)